# Baridinae
Baridinae (лат., также Barinae и Zygopinae) — крупное подсемейство жуков-слоников (долгоносиков), насчитывающее более 4 300 видов из примерно 550 родов.

## Описание
Мезэпимеры увеличены, выдаются далеко вверх между основаниями переднегруди и надкрыльями, где видны сверху, если же не видны, то апикальный венчик щетинок хотя бы на средних и задних голенях сильно редуцирован. Глаза большие, более или менее соприкасающиеся на лбу, а вершина брюшка скошена (смотреть сбоку). Стерниты брюшка в сечении более или менее трапециевидные, анальных хет нет. Надкрылья большей частью с тонкой вершинной каёмкой, реже она отсутствует. Головотрубка в покое направлена вниз и назад, более или менее прогнута под тело, часто вкладывается в бороздки на надкрыльях. Метэпимер слит с метэпистерном.

## Экология и местообитания
Эти долгоносики питаются на растениях и в личиночной и в имагональной стадиях, в основном зелёными частями растений. Личинки часто прогрызают стебли растений. Жизненный цикл Baridinae плохо изучен. Некоторые виды ассоциируются с однодольными такими как трава, осоковые и пальмы. Есть также виды чьи личинки живут в мёртвой древесине или в грибах. Множество видов живут также в водной среде.

## Систематика

### Список родов
Некоторые роды:
- Acythopeus
- Amalus
  - Amalus scortillum (Herbst, 1795)
- Baris
- Ceutorhynchus
- Coeliodes
- Cratosomus
- Limnobaris
- Mogulones
- Mononychus
- Orobitis
- Parethelcus
- Pelenomus
- Poophagus
- Rhinoncus
- Rutidosoma
- Tapeinotus
- Zacladus